# 香椎くに子
香椎 くに子（かしい くにこ、1929年3月4日 - 2008年10月1日）は、日本の女優、声優。東京都出身。夫はプロデューサー、劇作家、演出家の植野晃弘。

## 来歴
佐世保市立成徳高等女学校卒業。日劇ダンシングチーム、ムーランルージュ新宿座、近代座プロ、女優座、芸術クラブ{、劇団新作座、四谷プロ 、松竹芸能、高松里友子事務所、劇団東芸、東京俳優生活協同組合、石渕事務所を経て、1982年、マウスプロモーションに所属し、死去するまで所属していた。
2008年10月1日、死去。79歳没。

## 人物
方言は東北なまり（山形・秋田）。
趣味・特技は日本舞踊（花柳寿楽門下）・モダンバレー・三味線。

## 出演作品

### テレビドラマ
- 地の涯まで（1955年） - 嘉美子
- 事件記者（1958年） - 金原とき子
- お笑い三人組（1957年）
- 新五捕物帳（1977年）
- 噂の刑事トミーとマツ　第51話「どじどじコンビと 恐怖の女すり団」（1980年）
- 特捜最前線 第444話「原宿スクランブル・泣いた放火魔!」（1985年）
- 女ふたり捜査官 第9話「プロポーズの甘いワナ」（1986年）
- 土曜ワイド劇場 西村京太郎トラベルミステリー18 オホーツク殺人ルート さい果てツアーの謎!（1990年）

### 映画
- チャッカリ夫人とウッカリ夫人（1952年）
- 村八分（1953年）

### 吹き替え

#### 映画
- ギルバート・グレイプ（ベッキーの祖母）
- クリスマス・ツリー（マザー・フランシス）
- 刑事マディガン（トリシア〈スーザン・クラーク〉）※テレビ朝日版（BD収録）
- コクーン2/遥かなる地球（アルマ・フィンレイ〈ジェシカ・タンディ〉）※ソフト版
- サンフランシスコ大空港（スコット夫人〈ナンシー・マローン〉）
- 推定有罪（クーパー判事）※NHK版
- 卒業（ミセス・ブラドック〈エリザベス・ウィルソン〉）※TBS版（思い出の復刻版ブルーレイに収録）
- タワーリング・インフェルノ（リゾレット・ミュラー〈ジェニファー・ジョーンズ〉）※日本テレビ版・TBS版
- ハウスシッター/結婚願望（エドナ・デイヴィス〈ジュリー・ハリス〉）
- フィラデルフィア・エクスペリメント（パメラ〈ルイーズ・ラサム〉）※フジテレビ版（BD収録）
- フレンジー（オックスフォード夫人〈ヴィヴィアン・マーチャント〉）※テレビ朝日版
- ホワイトクリスマス（エマ・アレン〈マリー・ウィックス〉）※フジテレビ版
- 名犬ラッシーの大冒険（ルース・マーティン〈ジューン・ロックハート〉）

#### ドラマ
- アボンリーへの道（ジャネット・キング）
- 宇宙家族ロビンソン（モーリン・ロビンソン〈ジューン・ロックハート〉）
- ER緊急救命室
- 頑固じいさん孫3人（タフト夫人）
- サンタバーバラ（ソフィア）
- じゃじゃ馬億万長者（エリー〈ドナ・ダグラス〉）※日本テレビ版
- 新スタートレック シーズン1 #16「大いなる償い」（アン・ジェームソン〈マーシャ・ハント〉）
- 人気家族パートリッジ（シャーリー・パートリッジ〈シャーリー・ジョーンズ〉）
- フルハウス第4シーズン 第18・19話（ネドラ・ドナルドソン〈ロイス・ネットルトン〉）

#### アニメ
- 宇宙家族ジェットソン（ジェーン・ジェットソン）
- 原始家族フリントストーン（ウィルマ）
- 101匹わんちゃん（パディータ）※初公開版

### テレビアニメ
- シスコン王子（1963年） - シスコン王子
- アストロガンガー（1972年） - マー坊
- ど根性ガエル（1973年 - 1974年）
- ガンとゴン（1974年） -  ラーラ
- 母をたずねて三千里（1976年） - ルイザ
- あらいぐまラスカル（1977年） - サラ・エリザベス・ネルソン・ノース
- ペリーヌ物語（1978年）
- ベルサイユのばら（1979年）
- OKAWARI-BOY スターザンS（1984年） - 狩上マネコ[14]
- 美味しんぼ（1990年 - 1991年） - 園長、相川孝の母
- Cosmic Baton Girl コメットさん☆（2001年） - 風岡留子
- ブラック・ジャック（2004年） - おばあさん

### 劇場アニメ
- 少年猿飛佐助（1959年）

### 特撮
- ぐるぐるメダマン（1976年） - まっさらの声[15]

### ラジオ
- お話でてこい（NHKラジオ第2放送）

### 舞台
- ムーランルージュ新宿座